# 櫻本茉朋
櫻本 茉朋（さくらもと まほう、1988年6月19日 -）は、元テレビ愛媛のアナウンサー。

## 来歴・人物
テレビ朝日アスク出身。
2010年～2012年 NHK金沢放送局でレポーターとして活躍する。
2012年～2015年 キャストKSBパートナーズに所属し、瀬戸内海放送でアナウンサーを務める。
2015年～2020年 テレビ愛媛でアナウンサーを務める。退職後も愛媛に住み、話す仕事はマイペースにしたいとのこと（Twitterの返信欄に記載）。

## 過去の出演番組
- かがのとイブニング
- お天気コーナー（KSBスーパーJチャンネル内）
- KSBニュースview
- つながるワイド ほ～なん。
- とべとべZOO（みんなのニュース えひめ内）